# کولاده
کولاده شهری در شهرستان ناسره در استان بام در بورکینافاسوی شمالی است و جمعیت آن ۳۳۵ نفر است.